# Zech Medley
Zechariah Joshua Henry Medley (Greenwich, 9 juli 2000) is een Engels voetballer die sinds 2024 uitkomt voor Fleetwood Town FC.

## Carrière
Medley werd als kind door Fulham FC ontdekt op een groot voetbaltoernooi. Toen hij daar op achtjarige leeftijd ging testen, viel hij in een wedstrijd tegen Chelsea FC zo hard op dat The Blues hem op hun beurt wilden inlijven. Medley sloot zich op zijn achtste dus aan bij de jeugdopleiding van Chelsea. Op zijn zestiende maakte hij de overstap naar Arsenal FC, waar hij uitgroeide tot kapitein van de U18 en in het seizoen 2017/18 kampioen werd met de U23.
Op 29 november 2018 maakte hij zijn officiële debuut in het eerste elftal van Arsenal: in de Europa League-wedstrijd tegen Vorskla Poltava (0-3-winst) viel hij in de 60e minuut in voor Rob Holding. Ook op de slotspeeldag van de groepsfase liet trainer Unai Emery hem opdraven: tegen Qarabağ FK (1-0-winst) mocht hij in de 63e minuut invallen voor Alexandre Lacazette. Zijn laatste wedstrijd van het seizoen speelde hij op 5 januari 2019, toen hij in de FA Cup tegen Blackpool FC in de 83e minuut mocht invallen voor Sead Kolašinac.
In het seizoen 2020/21 werd hij uitgeleend aan de Engelse derdeklasser Gillingham FC en de Schotse eersteklasser Kilmarnock FC. In juni 2021 vertrok Medley definitief bij Arsenal: hij ondertekende een vierjarig contract bij de Belgische eersteklasser KV Oostende.